# Сарожка
Сарожка — река в Бабаевском районе Вологодской области России, левый приток Курбы.
Вытекает из Пяркозера на территории Пяжозерского сельского поселения, течёт на юг вдоль границы с Тихвинским районом Ленинградской области и впадает в Курбу в 26 км от её устья на территории Центрального сельского поселения Длина реки составляет 14 км. Крупнейший приток — Мелозерка. Населённых пунктов на берегах нет.

## Данные водного реестра
По данным государственного водного реестра России относится к Верхневолжскому бассейновому округу, водохозяйственный участок реки — Суда от истока и до устья, речной подбассейн реки — Реки бассейна Рыбинского водохранилища. Речной бассейн реки — (Верхняя) Волга до Куйбышевского водохранилища (без бассейна Оки).
Код объекта в государственном водном реестре — 08010200212110000007425.